# Harl McDonald
Harl McDonald (* 27. Juli 1899 in Boulder, Colorado; † 30. März 1955 in Princeton, New Jersey) war ein US-amerikanischer Komponist.
McDonald studierte an der University of California, der University of Redlands und schließlich am Konservatorium Leipzig. Von 1922 bis 1926 unterrichtete er in Paris, danach in Philadelphia. Später lebte er in St. Davis/Pennsylvania.
Er komponierte vier Sinfonien, ein Konzert für zwei Klaviere und Orchester, ein Violinkonzert, kammermusikalische Werke und eine Messe.